# Whiteodendron moultonianum
Whiteodendron moultonianum är en myrtenväxtart som först beskrevs av William Wright Smith, och fick sitt nu gällande namn av Cornelis Gijsbert Gerrit Jan van Steenis. Whiteodendron moultonianum ingår i släktet Whiteodendron och familjen myrtenväxter. Inga underarter finns listade i Catalogue of Life.